# Jilleanne Rookard

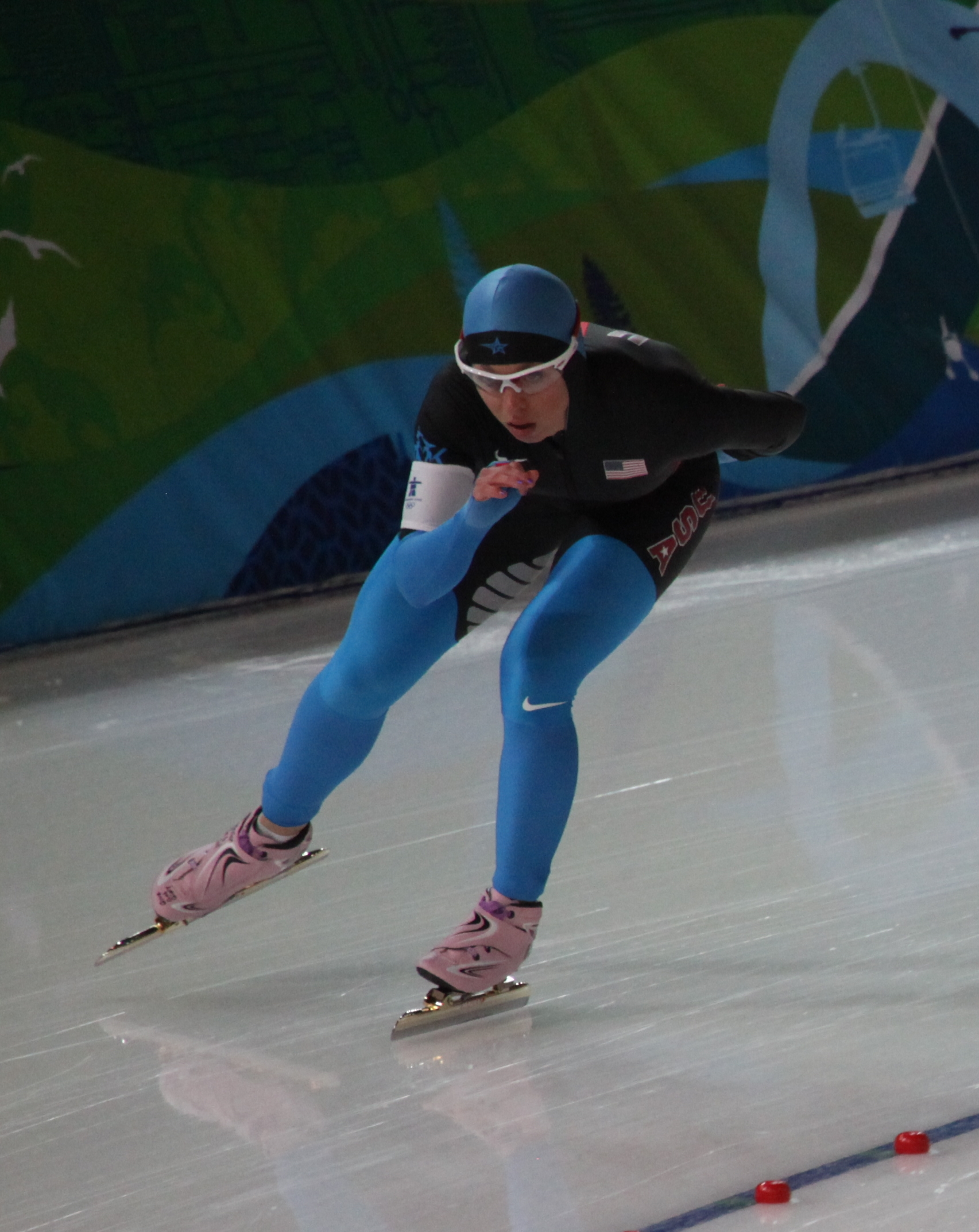
Jilleanne Rookard in 2010

Jilleanne Rookard (Wyandotte (Michigan) 9 januari 1983) is een Amerikaans voormalig langebaanschaatsster die wedstrijden heeft gereden vanaf 2006 tot en met 2014.
Ze was actief op het Noord-Amerikaans WK kwalificatietoernooi van 2008, waar ze negende werd, en het toernooi van 2009. Ook in januari 2010 nam ze deel aan dit toernooi voor kwalificatie aan de WK Allround. Hier werd ze achter de Canadezen Kristina Groves en Cindy Klassen derde. Ze nam deel aan de Olympische Spelen 2010 in Vancouver, waar ze op de 3000 meter een twaalfde plaats behaalde achter de Nederlandse Diane Valkenburg.
Op 20 november 2010 pakte ze tijdens de ISU World Cup in Berlijn verrassend goud op de 3000 meter met een tijd van 4.04,39.
Rookard heeft een relatie met de Amerikaanse langebaanschaatser Trevor Marsicano.

## Persoonlijke records
| Afstand    | Tijd    | Datum            | Baan           |
| ---------- | ------- | ---------------- | -------------- |
| 100 meter  | 11,69   | 28 februari 2009 | Milwaukee      |
| 500 meter  | 39,22   | 12 februari 2011 | Calgary        |
| 1000 meter | 1.17,33 | 26 oktober 2013  | Salt Lake City |
| 1500 meter | 1.55,31 | 16 november 2013 | Salt Lake City |
| 3000 meter | 4.03,67 | 15 november 2013 | Salt Lake City |
| 5000 meter | 6.58,40 | 13 februari 2011 | Calgary        |

## Resultaten
| Jaar | CK N-Amerika | WK Allround | Olympische Spelen                             | Wereldbeker          |
| ---- | ------------ | ----------- | --------------------------------------------- | -------------------- |
| 2008 | 9e           |             |                                               |                      |
| 2009 | DQ 3000m     |             |                                               |                      |
| 2010 | Brons        | 5e          | 24e 1500m 12e 3000m 8e 5000m 4e achtervolging | 24e 1500m 12e 3/5 km |
| 2011 | Zilver       | 7e          |                                               |                      |
| 2012 | Zilver       |             |                                               |                      |